# Catanthera royenii
Catanthera royenii är en tvåhjärtbladig växtart som beskrevs av Madhavan Parameswarau Nayar. Catanthera royenii ingår i släktet Catanthera och familjen Melastomataceae. Inga underarter finns listade i Catalogue of Life.